# Роджер Торі Петерсон
Роджер Торі Петерсон (англ. Roger Tory Peterson; 28 серпня 1908 — 28 липня 1996) — американський натураліст, захисник природи, громадянський вчений-орнітолог, художник та ілюстратор, педагог, та засновник екологічного руху 20-го століття, де він був натхненням для багатьох.

## Передісторія
Петерсон народився в Джеймстауні, штат Нью-Йорк, невеликому промисловому місті на заході штату Нью-Йорк, 28 серпня 1908 року. Його батько, Чарльз Ґустав Петерсон, був іммігрантом зі Швеції, який приїхав до Америки немовлям. У віці десяти років Чарльз Петерсон втратив батька через апендицит і був відправлений працювати на млинах. Після роботи на млинах він заробляв на життя комівояжером. Мати Роджера, Генрієтта Бадар, була іммігранткою у віці чотирьох років німецько-польського походження, яка виросла в Рочестері, штат Нью-Йорк. Вона навчалася в педагогічному коледжі та викладала в Елмірі, штат Нью-Йорк, коли зустріла Чарльза. Вони одружилися та переїхали до Джеймстауна, де Чарльз влаштувався на роботу на місцеву меблеву фабрику.
Друге ім'я Роджера є даниною поваги до його дядька Торі, який проживав в Ойл-Сіті, штат Пенсільванія, розташованому на південь від Джеймстауна. Він закінчив середню школу в 1925 році та пішов працювати в одну з численних меблевих компаній Джеймстауна. У роки навчання в середній школі одна з його вчительок, міс Горнбек, заохочувала його інтерес до малювання ескізів та живопису птахів і природи, поки він чекав, щоб заробити достатньо грошей на придбання фотоапарата. Через кілька місяців після закінчення школи він поїхав до Нью-Йорка, щоб відвідати зустріч Американської спілки орнітологів, де зустрівся з такими видатними діячами, як художник Луї Аґассіс Фуертес, та такими перспективними орнітологами, як Джозеф Гікі.
Невдовзі після цього він переїхав до Нью-Йорка та заробляв гроші розписом меблів, щоб мати змогу відвідувати заняття в Лізі студентів-художників у 1927—1929 роках, а пізніше в Національній академії дизайну. Йому також вдалося вступити до відомого Клубу птахолюбів округу Бронкс, хоча сам він і не був з Бронкса. Він сподівався вступити до Корнелльського університету, але фінансів його родини не вистачало на оплату навчання. Натомість йому вдалося отримати посаду викладача мистецтва в школі Ріверс у Брукліні, штат Массачусетс. У 1934 році був опублікований його «Польовий довідник про птахів». Початковий тираж у 2000 примірників був розпроданий протягом тижня.
Петерсон був одружений тричі: ненадовго — з Мілдред Вашингтон, протягом 33 років — з Барбарою Коултер, з якою в нього було двоє синів, та протягом 20 років — з Вірджинією Вестервельт. Його друга та третя дружини зробили свій внесок у дослідження та організацію його довідників. Вірджинія Марі Петерсон розробила карти ареалів видів, які були представлені у п'ятому виданні «Польового довідника птахів Східної та Центральної Північної Америки».

## Кар'єра
Першою роботою Петерсона про птахів була стаття під назвою «Notes from Field and Study», опублікована в журналі Bird-Lore. У цій статті він зробив два окремі записи про особливі спостереження 1925 року: поплітника каролінського та синиці американської.

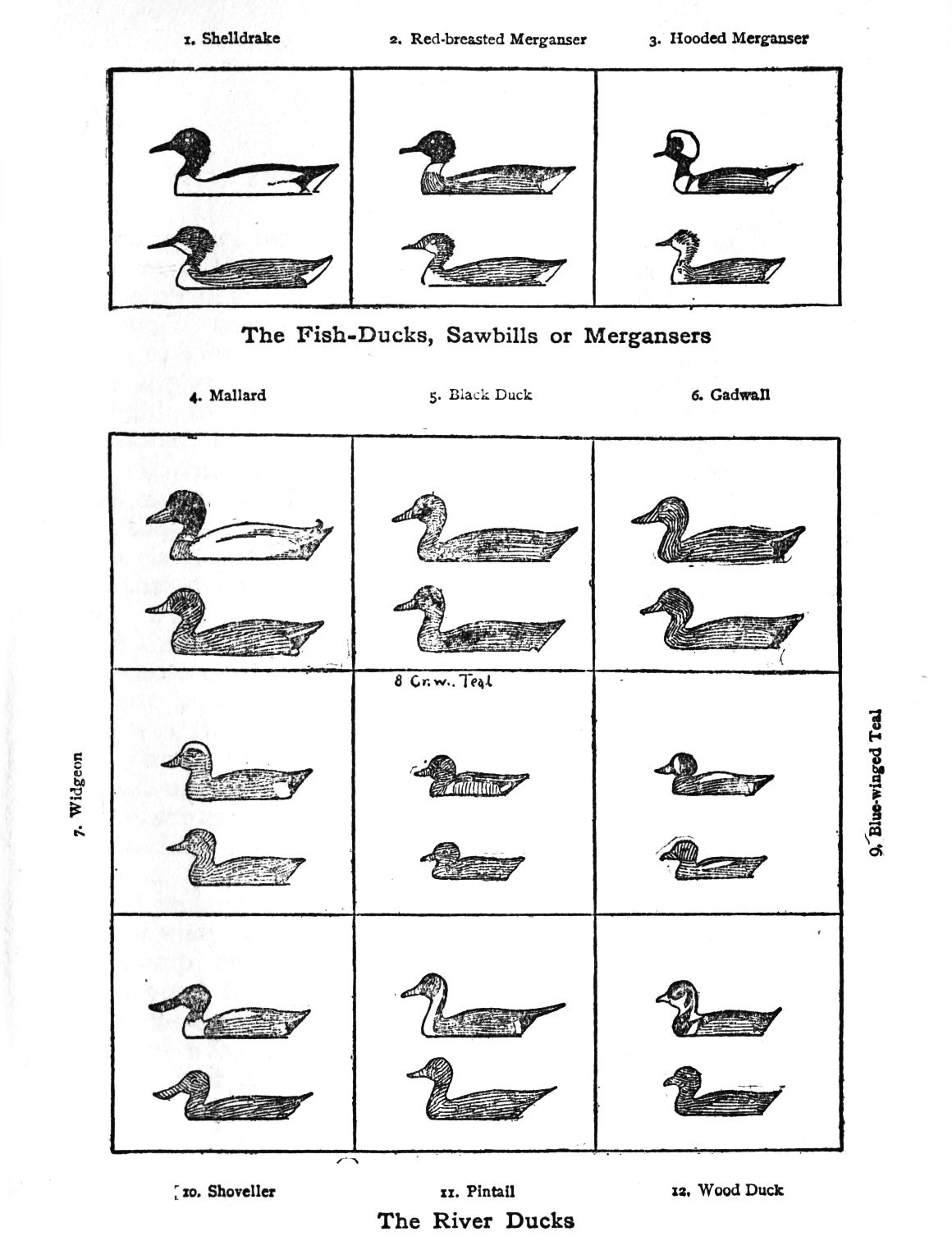
Малюнок на тему діаграми качок Е. Т. Сетона (1903)

У 1934 році він опублікував перше видання свого популярного «Посібника про птахів» який деякі вважають першим сучасним польовим довідником. Перший тираж у 2000 примірників був розпроданий за один тиждень, і згодом книга витримала шість видань. Одним із натхнень для його польового довідника стала діаграма качок, створена Ернестом Томпсоном Сетоном у його книзі «Маленькі дикуни» (1903).
Петерсон був співавтором книги «Дика Америка» разом із Джеймсом Фішером, а також редагував або написав багато томів серії «Польовий довідник Петерсона». Його внесок охоплює широкий спектр тем, від гірських порід та мінералів до жуків та рептилій. Він розробив Систему ідентифікації Петерсона та відомий чіткістю як своїх ілюстрацій польових довідників, так і виділенням дієвих польових ознак.
Пол Р. Ерліх у своїй книзі «Довідник орнітолога: польовий путівник з природної історії птахів Північної Америки» (Ерліх та ін., 1988) сказав про Петерсона:
У цьому столітті ніхто не зробив більше для популяризації інтересу до живих істот, ніж Роджер Торі Петерсон, винахідник сучасного польового довідника.
Протягом свого життя Петерсон отримав багато нагород, зокрема Президентську медаль Свободи Сполучених Штатів. Його відзначено двома шведськими окружними ложами Ордену Ваза Америки, які обрали його шведсько-американцем року Його двічі номінували на Нобелівську премію миру, а також він отримав 23 почесні докторські ступені.
Петерсон помер у 1996 році у своєму будинку в Олд-Лаймі, штат Коннектикут. Його останки кремували, а прах розвіяли на острові Ґрейт-Айленд та його околицях поблизу Олд-Лайма, під надгробками на кладовищі Дак-Рівер в Олд-Лаймі та на кладовищі Пайн-Гілл у Фалконері, штат Нью-Йорк.

## Спадщина, включно з Інститутом природничої історії Роджера Торі Петерсона

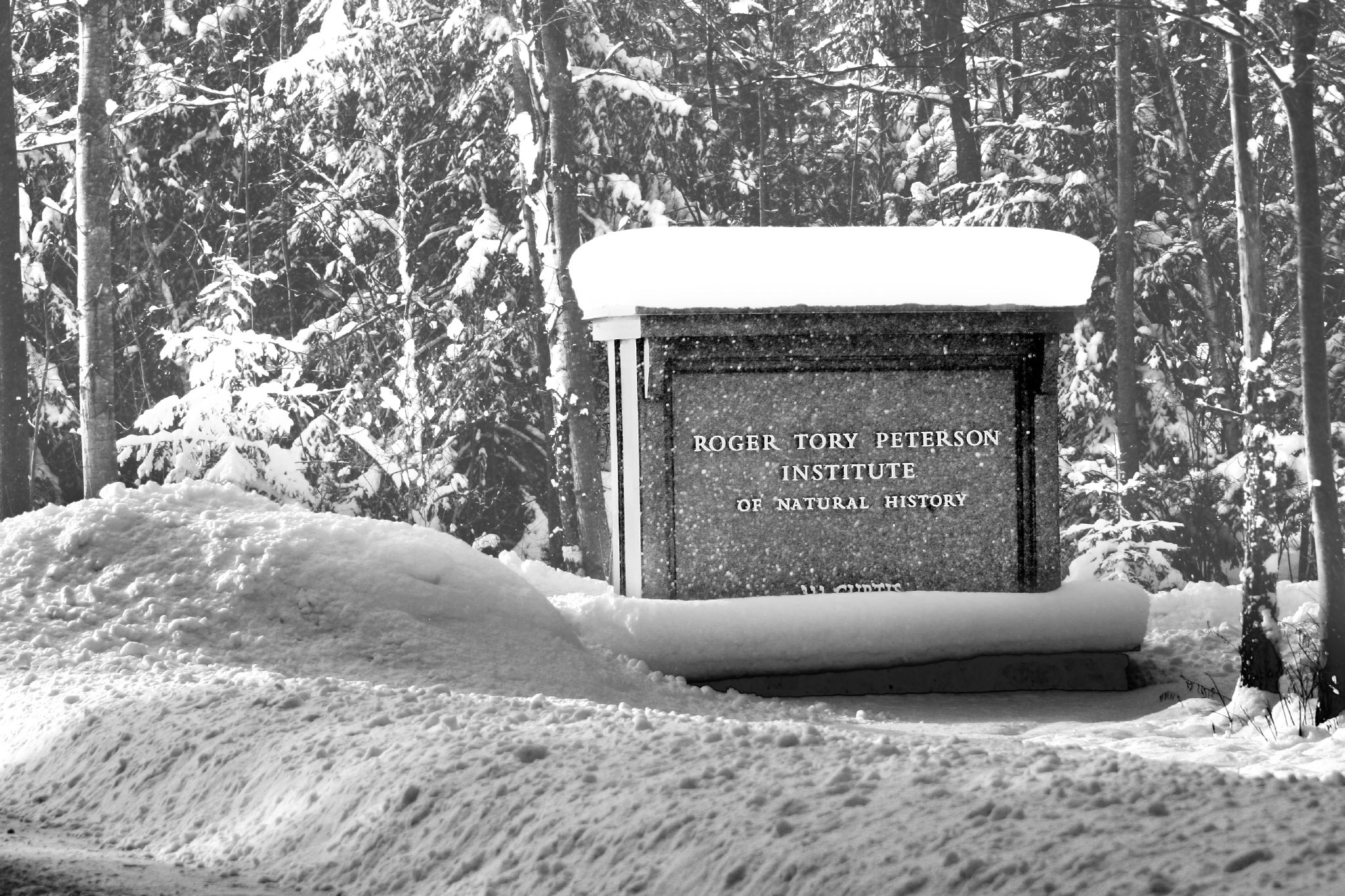
Знак Інституту Роджера Торі Петерсона

Інститут природничої історії імені Роджера Торі Петерсона (RTPI) у Джеймстауні, штат Нью-Йорк, був заснований у 1984 році та активізував свою діяльність у 1986 році з призначенням першого президента, доктора Гарольда Д. Магана. У той час основною місією інституту назвали «розробку програм для збільшення кількості серйозних студентів, які вивчають природничу історію». Офіційне відкриття та урочисте відкриття інституту відбулося у 1993 році. RTPI містить найбільшу колекцію робіт Петерсона. Його нинішня місія та бачення полягають у тому, щоб закликати відвідувачів «зіткнутися з екологічними проблемами регіонального, національного та глобального масштабу» та бути «живим втіленням Польового довідника Петерсона».
У 1997 році Гарвардський музей природничої історії заснував медаль Роджера Торі Петерсона, "щоб зберегти пам'ять про новатора-натураліста та автора легендарного «Польового довідника птахів Петерсона». У 2000 році Американська асоціація спостереження за птахами заснувала премію Роджера Торі Петерсона за сприяння справі спостереження за птахами.
Написано три біографії Петерсона. Перша, авторизована біографія 1977 року, написана Джоном Девліном та Ґрейс Нейсміт, отримала неоднозначні відгуки. Дві нові біографії були опубліковані приблизно до сторіччя з дня народження Петерсона. «Роджер Торі Петерсон: Біографія» Дугласа Карлсона та «Спостерігач за птахами: Життя Роджера Торі Петерсона» (2008) були рецензовані Тоддом Енґстромом у журналі Американського орнітологічного товариства The Auk. У 2020 році падчерка Петерсона від третього шлюбу, Лінда Марі Вестервельт, самостійно видала біографічні мемуари про двадцятирічні стосунки між її матір'ю, Вірджинією Марі Петерсон, та вітчимом «Куди літають сині птахи».

## Відзнаки та нагороди
- Орден Золотого Ковчега Нідерландів
- Медаль Британського орнітологічного союзу 1995 року[32]
- Медаль Айзенмана від Ліннеївського товариства Нью-Йорка 1986 року[4]
- Медаль Свободи президента США 1980 року[12][20]
- 1980 рік — премія Ладлова Ґріскома за видатний внесок у регіональну орнітологію від Американської асоціації спостереження за птахами[28][29]
- 1976 Золота медаль Ліннея від Королівської шведської академії наук
- 1972 рік — Золота медаль Всесвітнього фонду дикої природи[12]
- 1970 рік — медаль Френсіс К. Гатчінсон від Садівничого клубу Америки
- 1961 Золота медаль Нью-Йоркського зоологічного товариства[12]
- Медаль Брюстера Американської спілки орнітологів 1944 року[12]

## Публікації
- A Field Guide to the Birds of Eastern and Central North America (Houghton Mifflin‚ fifth edition. 2002, earlier editions 1934‚ 1939‚ 1941‚ 1947‚ 1980‚ 1994)
- The Field Guide Art of Roger Tory Peterson (Easton Press, 1990. 2 volumes)
- Save the Birds with Antony W. Diamond‚ Rudolf L. Schreiber‚ Walter Cronkite (Houghton Mifflin‚ 1987)
- Peterson First Guide to Wildflowers of Northeastern and North-central North America (Houghton Mifflin‚ 1986)
- Peterson First Guide to Birds of North America (Houghton Mifflin‚ 1986)
- The Audubon Society Baby Elephant Folio with Virginia Peterson (Abbeville Press‚ 1981)
- Penguins (Houghton Mifflin‚ 1979)
- Birds of America (National Audubon Society‚ 1978)
- A Field Guide to Mexican Birds with Edward Chalif (Houghton Mifflin, 1973, Spanish translation‚ Editorial Diana‚ 1989)Roger Tory Peterson Institute.

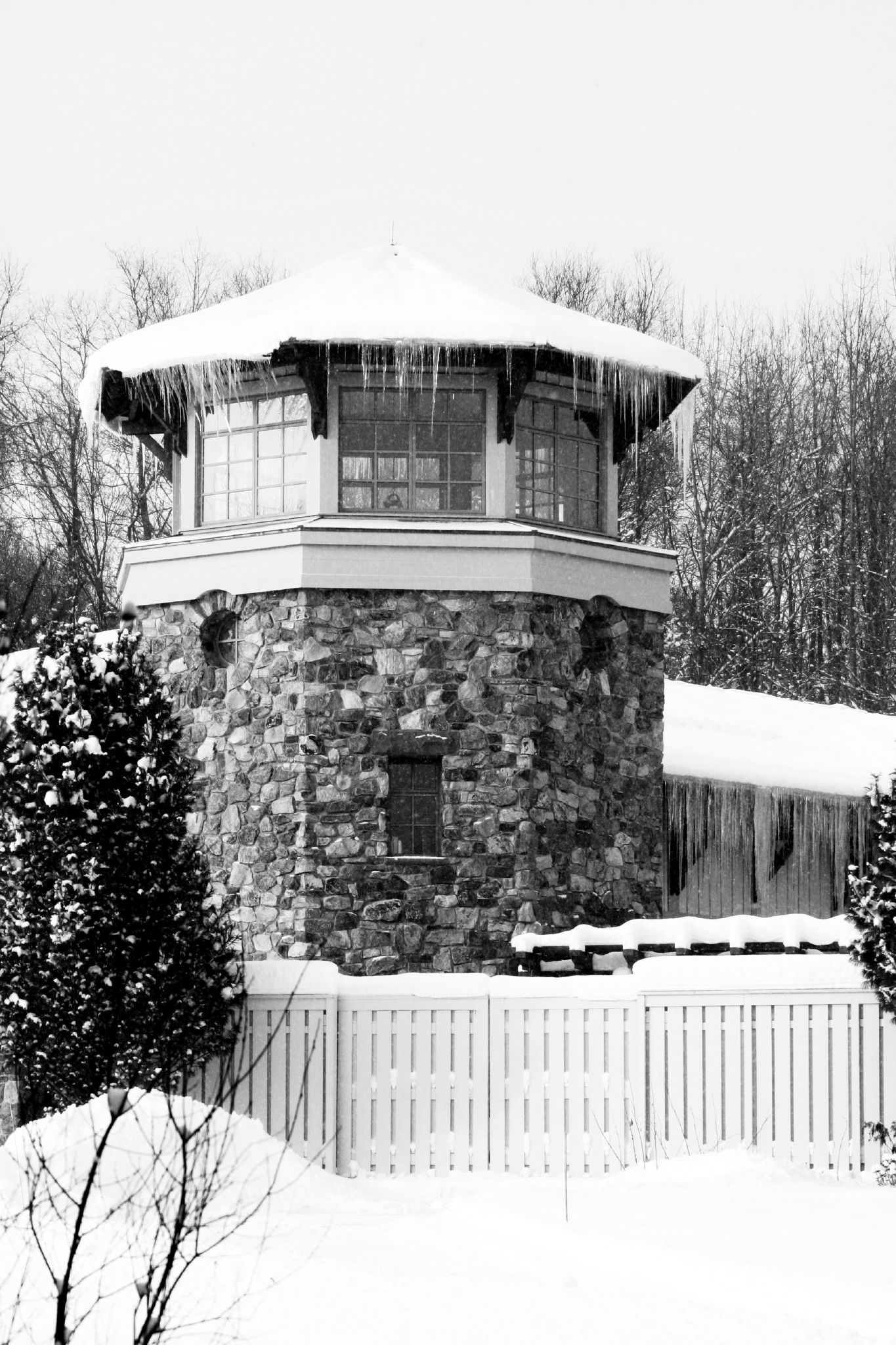
Roger Tory Peterson Institute.

- A Field Guide to Wildflowers of Northeastern and North-central North America (with Margaret McKenny). (Houghton Mifflin‚ 1968)
- The World of Birds with James Fisher (Doubleday‚ 1964)
- A Field Guide to the Birds of Texas and Adjacent States (Houghton Mifflin‚ 1960, revised 1963)
- A Bird-Watcher's Anthology (Harcourt Brace‚ 1957)
- Wild America with James Fisher (Houghton Mifflin, 1955)
- A Field Guide to the Birds of Britain and Europe with Guy Mountfort, and P.A.D. Hollom (William Collins, 1954)
  - 1965 edition: revised and enlarged in collaboration with I.J. Ferguson-Lees and D.I.M. Wallace
  - 1971 impression: ISBN 0-00-212020-8
  - 2004 edition: ISBN 978-0-00-719234-2
- Wildlife in Color (Houghton Mifflin‚ 1951)
- How to Know the Birds (Houghton Mifflin‚ 1949)
- Birds Over America (Dodd, Mead and Company‚ 1948, revised 1964)
- A Field Guide to Western Birds (Houghton Mifflin‚ 1941, revised 1961‚ 1990)
- The Audubon Guide to Attracting Birds with John H. Baker (National Audubon Society‚ 1941)